# Blutiger Schnee (1984)
Blutiger Schnee ist der Titel eines Filmdramas aus dem Jahr 1984, dessen Handlung sich auf authentische Erlebnisse in der Kindheit von Artur Brauner stützt.

## Handlung
Die zwölfjährige Ruth, aufgewachsen in einer Kleinstadt in Polen, soll nach dem Einmarsch der Wehrmacht zusammen mit ihrer Mutter und anderen Juden in einem Wald erschossen werden. Ihrer Mutter gelingt es, sie gerade noch rechtzeitig vom Lkw zu stoßen, bevor sie selbst wenige Minuten später ermordet wird.
Für Ruth beginnt nun eine Odyssee durch ganz Polen. Zunächst kommt sie bei ihrer Tante im Warschauer Ghetto unter, das jedoch bald von den Nazis geschlossen wird und dessen Bewohner ermordet werden. Ruth, die dem Tod erneut entgehen kann, kommt in einem Ursulinenkloster unter. Dort verlebt sie ein Jahr und lernt dank der Unterstützung der Nonnen die christliche Lebensweise kennen. Sie nimmt die Identität einer Christin an, die, so ihr Alibi, Tochter einer Italienerin ist. Nur so ließen sich ihre schwarzen Haare wie auch ihr „nicht arisches“ Äußeres erklären.
Als das Kloster von deutschen Soldaten durchsucht wird und sich herausstellt, dass die Nonnen weitere jüdische Kinder beherbergen, werden diese sofort deportiert; Ruth kann erneut entkommen. In einer polnischen Kleinstadt lernt sie den gleichaltrigen Antek kennen, der in der Widerstandsbewegung aktiv ist und mit seinen Kollegen deutsche Züge durch Explosionen zum Entgleisen bringt. Auf der Flucht verliert Ruth jedoch ihren Mantel, der bald darauf den deutschen Besatzern in die Hände fällt. Obersturmführer Knoch, der es sich zu dem in jenen Tagen gewohnten Ziel gesetzt hat, jeden polnischen Juden und Partisanen umzubringen, nimmt die Verfolgung des Besitzers des Mantels auf.
Ruth und Antek werden verhaftet und sollen in Knochs Auftrag zusammen mit anderen Geiseln am jüdischen Friedhof erschossen werden. Knoch ahnt nicht, dass eine seiner Adjutantinnen, Anna, in Wahrheit Ruths Tante ist, die vor dem Massaker im Warschauer Ghetto untergetaucht ist und sich der örtlichen jüdischen Widerstandsbewegung angeschlossen hat. Anna kann den Todeskandidaten in letzter Minute zur Flucht verhelfen, wenn auch unter Einsatz ihres eigenen Lebens. Antek und Ruth versuchen, mit einem Floß einen nahen Fluss hinunter zu paddeln. Dabei wird Antek jedoch erschossen.
In einem Insert am Ende wird darauf hingewiesen, dass sich die letzten Ereignisse im August 1944 zugetragen haben und von Ruths weiterem Verbleib nichts bekannt ist.

## Kritik
- film-dienst: Versuch, anhand eines Einzelschicksals die menschliche Dimension des Massenmordes am jüdischen Volk durch das Nazi-Regime nachvollziehbar zu machen. Die redliche Absicht und das ergreifende Thema werden durch eine oberflächliche Inszenierung, mangelnde Schauspielerführung und ein hölzernes Buch weitgehend verschenkt.

## Hintergrundinformationen
Der Film wurde an Schauplätzen in Polen in einer Zeit gedreht, als die Bevölkerung durch Filme dieser Art darüber aufgeklärt wurde, was im Holocaust vor sich gegangen war. Durch Ruth, die von Sharon, der Nichte von Artur Brauner verkörpert wird, bekommt der Zuseher ein authentisches Bild jener Zeit.
Die Erstausstrahlung fand am 3. September 1984 statt.
Einige Szenen wurden als Rückblenden auch in dem 2014 erschienenen Film Auf das Leben! verwendet, in dem Sharon Brauner ebenfalls die Rolle der nun erwachsenen Ruth der 1970er Jahre spielte.

## Arbeitstitel
Der Film wurde unter vier verschiedenen Arbeitstiteln gedreht: Freiwild, Ruth, Der weiße Bär, Zu Freiwild verdammt.